# Trolejbusová doprava v Olštýně
Jedna ze sítí trolejbusové dopravy se nacházela také v severopolském městě Olštýn.
Počátek historie trolejbusů v Olzstyně se datuje k 1. září 1939, kdy do městských ulic poprvé vyjely vozy této elektrické nekolejové trakce. Tento den byla zprovozněna první linka v trase železniční stanice – Osiedle Mazurskie, na které jezdilo 5 vozů. O několik dní později začaly trolejbusy jezdit i na druhé lince, která vedla z placu Roosevelta přes ulici Jagiellończyka k vojenským kasárnám. V roce 1943 nahradily trolejbusy tramvajovou linku č. 2 v úseku Ratusz – Jakubowo. Kvůli válečným událostem byl trolejbusový provoz v Olštýně ukončen 22. ledna 1945. Tratě byly po průchodu Rudé armády zničené, nicméně vozy přečkaly boje bez poškození.
10. prosince 1946 byla zprovozněna první obnovená trať Osiedle Mazurskie – Plac Roosevelta, která byla za dva měsíce prodloužena až k železničnímu nádraží. O rok později, v lednu 1948, byl zahájen provoz na nové trati Plac Roosevelta – Kortowo. Ta byla o něco později prodloužena z placu Roosevelta na ulici Jagiellońska. Roku 1949 byla zprovozněna nákladní trať z ulice Lubelskie k městské plynárně.
V 50. letech tak byly v provozu dvě trolejbusové linky o délce 10 km, které obsluhovalo kolem osmi vozů. V roce 1959 byly do Olštýna dodány československé trolejbusy Škoda 8Tr (9 kusů).
V 60. letech ale nastal všeobecný rozmach autobusové dopravy, která postupně do roku 1965 nahradila olštýnské tramvaje a do roku 1971 také místní trolejbusy. V roce 1968 byla zrušena trať Jagiellońska – Kortowo, takže v provozu zůstala jediná linka Osiedle Mazurskie – železniční nádraží. Definitivní konec nastal 31. července 1971, kdy byl i na této trati zastaven trolejbusový provoz.
V 80. letech bylo plánováno vybudovat 4 trolejbusové tratě, které měly nahradit nejvytíženější autobusové linky. Tento projekt nebyl nikdy realizován. Také na počátku 21. století se uvažovalo o trolejbusech, přednost ale dostalo obnovení tramvajového provozu.